# Cetatea Golubăț
Cetatea Golubăț (în sârbă Голубачки град, cu alfabetul latin: Golubački grad) este o fortăreață medievală situată pe malul drept al Dunării, la 4 km în aval de orașul sârb Golubăț în defileul Dunării, în apropierea Porților de Fier. Fortăreața a fost construită în veacul al XIV-lea și este înscrisă în lista monumentelor culturale de importanţă excepţională ale Republicii Serbia.
O parte a cetății este acoperită de apele Dunării ca urmare a construirii barajului de la Porțile de Fier. 

## Amplasament
Cetatea Golubăț este așezată în districtul Braničevo din zona estică a Serbiei, la granița cu România. Este inclusă în Parcul Național Ðerdap. 

## Vezi și
- Asediul cetății Golubăț (mai 1428)